# 바르셀로나 수족관

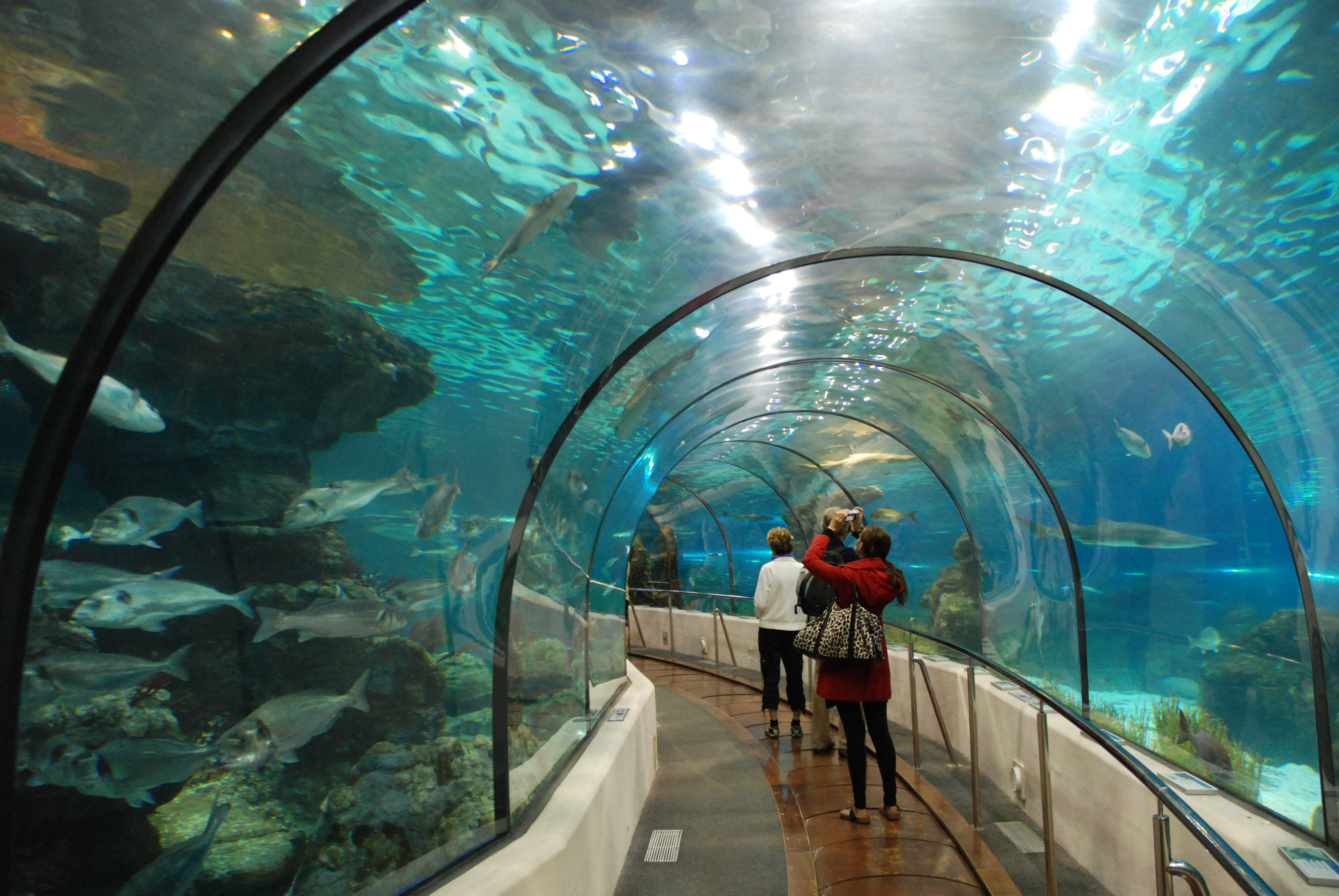
바르셀로나 수족관

바르셀로나 수족관(카탈루냐어: Aquarium de Barcelona)는 스페인 바르셀로나 벨 항구에 있는 수족관이다. 35개의 수족관과, 450종의 11,000마리의 동물이 있으며, 해저 80m의 수중 터널이 있다.